# Sainte-Colombe-de-la-Commanderie
Sainte-Colombe-de-la-Commanderie település Franciaországban, Pyrénées-Orientales megyében. Lakosainak száma 172 fő (2022. január 1.). Sainte-Colombe-de-la-Commanderie Thuir, Terrats és Castelnou községekkel határos.

## Népesség
A település népessége az elmúlt években az alábbi módon változott:
| Lakosok száma | 146  | 149  | 153  | 153  | 155  | 161  | 162  | 162  | 172  |
|               | 2013 | 2015 | 2016 | 2017 | 2018 | 2019 | 2020 | 2021 | 2022 |